# Zigadenus
Zigadenus é um género botânico pertencente à família Melanthiaceae.